# العكوتان (حرة)
جبل عكوة هو جبل بركاني خامد يقع في محافظة صبيا التابعة لمنطقة جازان جنوب غرب السعودية. يقع الجبل تحديداً شرق مدينة صبيا بنحو 15 كم.

## الوصف
تضم المنطقة جبلان يُعرف أحدهما باسم «عكوة الشامية» وهو الواقع في الجهة الشمالية للمنطقة والآخر يُعرف باسم «عكوة اليمانية» ويقع في الجهة الجنوبية، وهما يقعان في خط مستقيم من الجنوب للشمال على نقطة تقع شرق مدينة صبيا بنحو 15 إلى 20 كم، وتفصل بينهما مسافة تُقدّر بحوالي 6 كم. يعتبر الجبل البركاني الشمالي أصغر من الجنوبي من حيث الارتفاع ومساحة القطر، إذ ترتفع ذروة البركان فيه إلى 248 م عن سطح البحر، بينما يبلغ ارتفاع الجدار الداخلي للبركان 78 م وذلك من أخفض نقطة في القعر، بينما يكون عرض الفوهة عند ذروتها 453 م، أما قياسات محيطه عند القاعدة الخارجية فهي تتفاوت ما بين 1280 م - 1010 م، وتمتاز حافته العلوية بضيقها الشديد، حيث أنها لا تتجاوز 2 م عرضاً في أغلب الأحوال، ويتميز المحيط الخارجي لبركان جبل «عكوة الشامية» بهشاشة بنيته وعدم تماسكها. بينما يرتفع جبل عكوة اليمانية بنحو 327 م.

## أعمال التعدين
قامت بعض الشركات بالعمل على استخراج مادة خام «البوزولان» من الجبل وخاصة «عكوة الشامية»، وهي مادة تدخل في صناعة البلك البركاني المقاوم للملوحة والعازل للحرارة، حيث كانت بداية تلك الأعمال سنة 1427 هـ. وقد ذكر عدد من سكان المنطقة المحيطة بالجبل أن استمرار تلك الأعمال من شأنها أن تتسبب في حدوث أمراض حيث عانى عدد من السكان من أمراض لها علاقة بالجهاز التنفسي، وكذلك أضرار اقتصادية وخاصة لأصحاب المزارع المحيطة، بالإضافة كونها ستتسبب في التأثير على الجبل نفسه الذي يعتبر معلماً تاريخياً هاماً في المنطقة حيث أن تلك الأعمال قلصت من حجم الجبل الحقيقي وقامت بالتأثير على بنيته، وقد حذّر خبراء ومختصون من تغيير المعالم الجغرافية، وما له من تأثير على سكان القرى المحيطة وذلك من خلال تعرضهم بالرماد البركاني السام.

## الزلازل
شهدت بعض محافظات جازان عدد من الهزات الأرضية وكان من بينها زلزال يناير 2014 وقد شمل كل من أبو عريش وبيش وضمد وصبيا بما في ذلك منطقة الجبل، وقد ذكر عدد من السكان بأنهم شاهدوا دخاناً كثيفاً وغباراً شديداً ينبعث من الجبل. وقد أكّد مدير عام المركز الوطني للزلازل والبراكين المهندس هاني زهران أن «جبل عكوة هو جبل بركاني قديم من العصر الثلاثي من عشرات الملايين من السنين، ولا توجد بالموقع أي براكين تاريخية، وبالتالي فإن حدوث نشاط بركاني في منطقة جبل عكوة بالنسبة لهيئة المساحة الجيولوجية مستبعد لأن المظاهر الجيولوجية تؤكد ذلك والجبل البركاني متآكل بالتعرية وصخوره قديمة، وهذا دليل على عدم إمكانية وجود نشاط بركاني في هذا الجبل».